# قلعه حصار
 قلعه حصار  قلعه‌ای تاریخی واقع در روستای حصار بخش امام حسن شهرستان بندر دیلم بوشهر و یکی از آثار تاریخی و از نقاط دیدنی استان بوشهر در جنوب ایران است. این قلعه در «قلعه حصار آقا خان لیراوی» دیلم قرار دارد. حدود ۱۱۰ سال پیش توسط آقا خان لیراوی و حاکم دهقان لیراوی ساخته شده‌است.
مساحت قلعه ۴۰۰۰ متر مربع است و دارای چهار برج است که محل نگهبانی تفنگ چیان خارک بوده‌ است. قلعه دارای ۱۵ اتاق و یک حمام است که حمام دارای خزینه بوده و همیشه آب گرم داشته‌است. 
پوشش سقف از بوریا و چوب بسیار محکمی به نام چندل جهت تیرپوش استفاده شده‌ است. اتاق‌ها از چوب ساج بوده و از ملاطی محلی به نام چاری نیز استفاده شده‌ است. در قسمت پایین ساختمان زیر زمین‌هایی درست شده که مخصوص مرغ و خروس و قسمتی مربوط به نگهداری گندم و جو برای سال آینده بوده‌ است. این ساختمان که در حقیقت حیاط اندرون خان بوده، دارای چندین قسمت مختلف می‌باشد. قسمت آشپزخانه، نان پُختن خدمت گزاران، قسمت مخصوص تهیه ماست و جمع آوری روغن و کره و قسمتی نیز مخصوص زندگی سپاهیان بوده‌است. ارتفاع ساختمان بیش از ۷ متر است. این بنا از قلاع زیبای حاشیهٔ خلیج فارس است که در بزرگی و وسعت چشم گیر است.